# 一宮市立大和南小学校
一宮市立大和南小学校（いちのみやしりつやまとみなみしょうがっこう）は、愛知県一宮市大和町にある公立小学校。

## 概要
- 周辺には豊島台団地、大和団地、戸塚ニュータウンなどの住宅団地があり、大和南小学校はこれらの住宅団地による児童増加のために開校した。また、大和南小学校は戸塚ニュータウン内に存在する。

## 沿革
- 1977年（昭和52年）
  - 9月8日 - 起工式を行う。
  - 10月5日 - 校名が一宮市立大和南小学校に決まる。
- 1978年（昭和53年）
  - 4月3日 - 開校式を行う。
  - 7月 - プールが完成する。
- 1979年（昭和54年）3月2日 - 屋内運動場が完成する。

## 通学区域
- 大和町氏永、大和町於保、大和町北高井、大和町戸塚字町長、大和町戸塚字寺田、大和町戸塚字宮崎西、大和町戸塚字宮崎東、大和町戸塚字毛受田、大和町戸塚字連田、大和町南高井[1]。

## 進学先中学校
- 一宮市立大和南中学校

## 交通アクセス
- 名鉄名古屋本線島氏永駅下車、徒歩約20分
- i-バス大和町・萩原町コース（愛称：ニコニコふれあいバス）「ニュータウン西」バス停より徒歩約8分。